# SMS Prinz Heinrich
SMS Prinz Heinrich byl druhý postavený pancéřový křižník Kaiserliche Marine. Byl postaven v Kielu v letech 1898–1902. Navržen byl pro službu v německých koloniích. V době vypuknutí první světové války již byl poměrně zastaralý, operoval v Severním moři, na Baltu a v roce 1916 byl raději převeden do druhé linie.

## Stavba

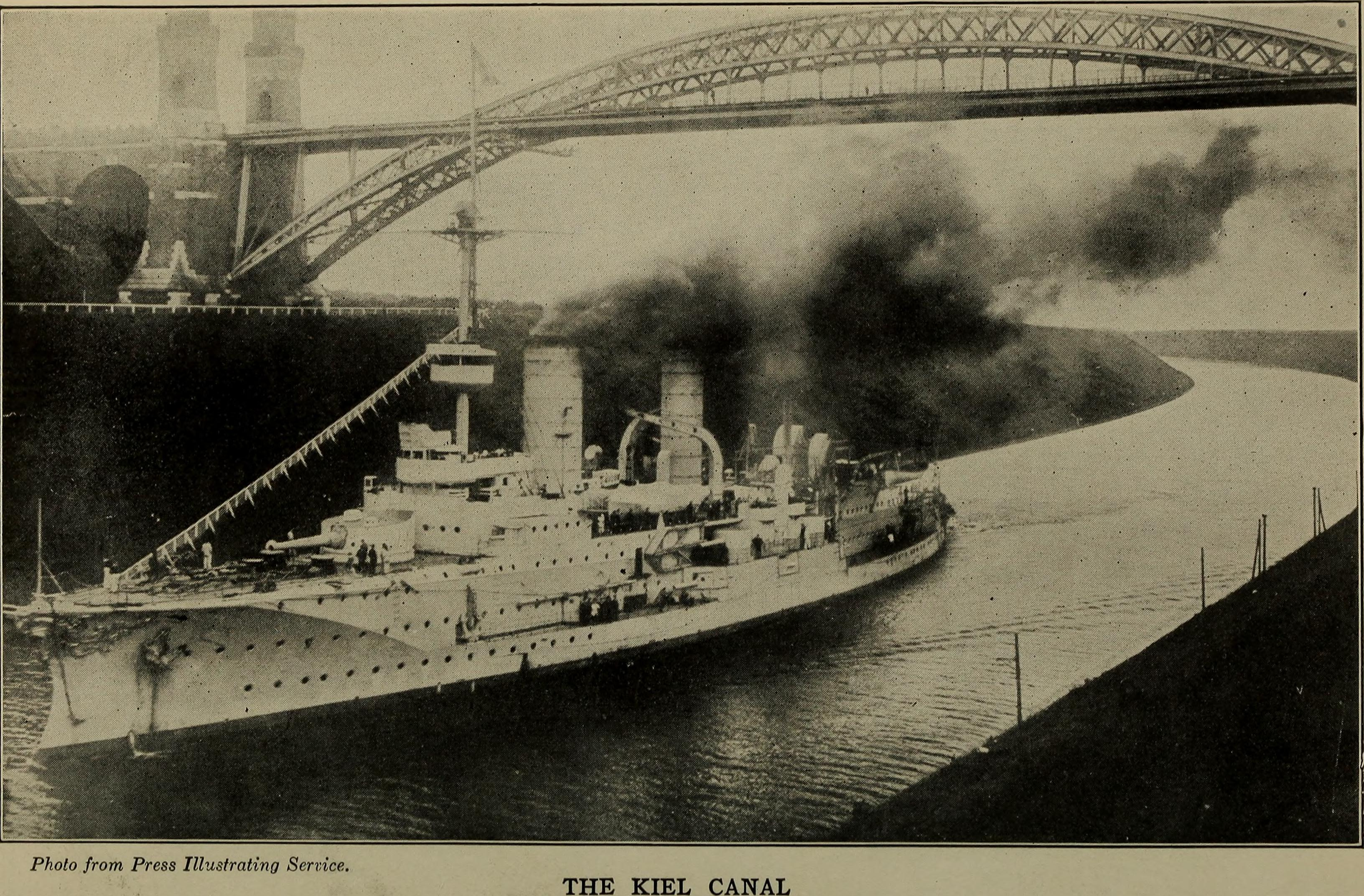
Prinz Heinrich

Plavidlo postavila německá loděnice Kaiserliche Werft Kiel v Kielu. Stavba byla zahájena v prosinci 1898. Dne 22. března 1900 byl křižník spuštěn na vodu a dne 11. března 1902 byl přijat do služby.

## Konstrukce
Prinz Heinrich byl vylepšením konstrukce pancéřovaného křižníku SMS Fürst Bismarck. Stavěn byl rovněž pro službu v německých koloniích. Měl však menší výtlak, slabší pancéřování a pouze polovinu děl hlavní ráže. Hlavní výzbroj tvořily dva 240mm kanóny v jednodělových věžích. Sekundární ráži představovalo deset 150mm kanónů. Loď dále nesla deset 88mm kanónů a čtyři torpédomety. Pohonný systém tvořilo 14 kotlů a tři parní stroje o výkonu 15 000 hp, pohánějící tři lodní šrouby. Nejvyšší rychlost dosahovala 20 uzlů.

## Osudy

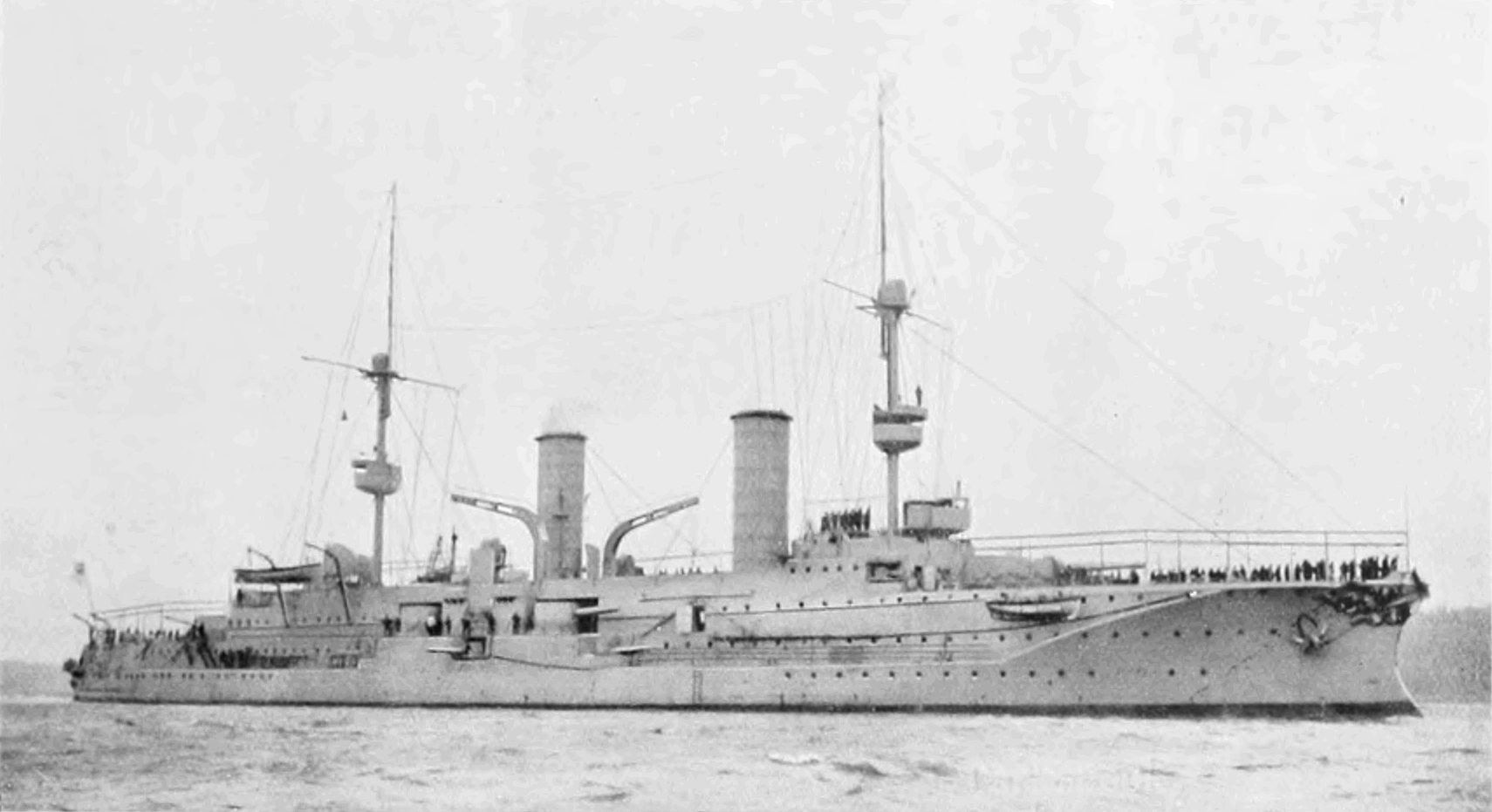
Prinz Heinrich

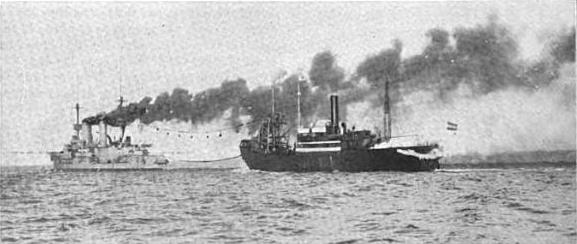
Prinz Heinrich při doplňování paliva

Prinz Heinrich na počátku první světové války operoval v sestavě Širokomořského loďstva v Severním moři. Byl přidělen 4. předzvědné skupině kontradmirála Huberta von Rebeur-Paschwitz (pancéřové křižníky Roon, Yorck, Prinz Adalbert a Prinz Heinrich). Dne 16. prosince 1914 se účastnil operací spojených s ostřelováním Scarborough, Hartlepoolu a Whitby — byl součástí jádra Širokomořského loďstva, které východně od mělčiny Doggerbank krylo německé bitevní křižníky, útočící na pobřeží Anglie.

V roce 1915 byl společně s pancéřovým křižníkem SMS Roon převelen na Balt. Dne 2. července 1915 vyplul v doprovodu křižníku Prinz Adalbert vstříc německým silám ohrožovaným ruskou eskadrou v bitvě u Östergarnu. U mysu Rixhöft byl však Prinz Adalbert těžce poškozen torpédem britské ponorky E 9 a ani jedna loď tak do bitvy nezasáhla. Později byl křižník vyřazen a od roku 1916 sloužil jako plovoucí kasárna. Válku přečkal a v roce 1920 byl sešrotován.